# Boris Šerić
Boris Šerić (Pribude, 4. siječnja 1968.), hrvatski general i trenutni zapovjednik Hrvatske kopnene vojske.

## Životopis
Na Prometnom fakultetu u Zagrebu dobio je akademski naslov inženjera prometa, a na Dwight D. Eisenhower School for National Security stječe zvanje Master of science in national resource strategy. U siječnju 1991. kao pripadnik MUP-a uključuje se u Domovinski rat, a u listopadu iste godine postaje pripadnik 'Paukova' gdje vrši razne dužnosti pd zapovjednika voda do zapovjednika topničko raketnog diziona. U svibnju 2004. postaje zapovjednikom 658. topničko raketne brigade, a 2006. u sklopu UN-ove misije odlazi u Indiju i Pakistan. 2008. postaje nastavnik na Hrvatskom vojnom učilištu, a 2012. postaje zapovjednikom Gardijske mehanizirane brigade. 1. siječnja 2018. imenovan je zamjenikom zapovjednika Hrvatske kopnene vojske, a od ožujka 2020. i zapovjednikom. Početkom rujna 2021. primljen je u Međunarodnu kuću slavnih Nacionalnog sveučilišta obrane SAD-a u Washingtonu.

## Činovi
- 1992. - poručnik
- 1993. - satnik
- 1995. - bojnik
- 2004. - pukovnik
- 2010. - brigadir
- 2013. - brigadni general
- 2019. - general bojnik

## Vanjske poveznice
- Životopis na stranicama OSRH

| Prethodnik:     | Zapovjednik Hrvatske kopnene vojske (2020. - 2023.) | Nasljednik:    |
| Siniša Jurković | Zapovjednik Hrvatske kopnene vojske (2020. - 2023.) | Tihomir Kundid |